# Artūras Barysas

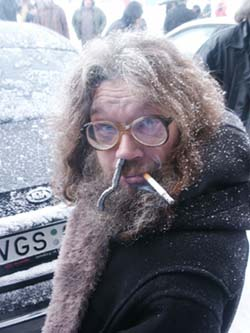
Artūras Barysas

Artūras „Baras“ Barysas (* 10. Mai 1954; † 28. Januar 2005) war ein litauischer Schauspieler, Regisseur und Musiker sowie ein Vertreter der Avantgarde.
Er war Sänger der 1988 gegründeten Band Ir Visa Tai Kas Yra Gražu Yra Gražu (meist abgekürzt: I.V.T.K.Y.G.Y.G., übersetzt: Alles, was schön ist, ist schön). Barysas realisierte ab den 1970er Jahren Kurzfilme; insgesamt sind unter seiner Regie über zehn entstanden.
Robertas Kundrotas und Algimantas Lyva nahmen ihn als Vorbild für die Hauptfigur Magas in ihrem 1995 erschienenen Roman Pasviręs pasaulis.